# Lettische Badmintonmeisterschaft 1970
Die Lettische Badmintonmeisterschaft 1970 fand in Riga statt. Es war die siebente Auflage der nationalen Titelkämpfe von Lettland im Badminton, zu dieser Zeit noch als Meisterschaft der Sowjetrepublik.

## Titelträger
| Disziplin    | Sieger                              |
| ------------ | ----------------------------------- |
| Herreneinzel | Juris Jirgensons                    |
| Dameneinzel  | Gundega Grīnuma                     |
| Herrendoppel | Juris Jirgensons Genādijs Feldmanis |
| Damendoppel  | Gundega Grīnuma Ināra Šķiņķe        |
| Mixed        | Genādijs Feldmanis Gundega Grīnuma  |